# Platinum (moveの曲)
『platinum』（プラチナ）は、moveの6枚目のシングル。

## 概要
- BPMが90となっており、moveの中では最も遅いテンポの曲である。
- 本作よりマキシシングルへ移行。
- もともとはカップリングのflash you backがA面曲になる予定だったが、PV撮影日の前日になって急遽変更した。

## 収録曲
1. platinum
  - 作詞：motsu、作曲：t-kimura
  - テレビ東京系「スキヤキ!!ロンドンブーツ大作戦」オープニングテーマソング（1999年6月～7月）
2. flash you back
  - 作詞：motsu、作曲：t-kimura
3. platinum(D.S.P.blaster EDIT)
4. platinum(TV MIX)